# Hart háborúja
A Hart háborúja (eredeti cím: Hart's War) 2002-ben bemutatott amerikai háborús filmdráma, melyet Gregory Hoblit rendezett. A film alapjául John Katzenbach Hart's War (1999) című regénye szolgált. A főbb szerepekben Bruce Willis, Colin Farrell, Terrence Howard, Cole Hauser és Marcel Iureş látható. A történet középpontjában egy fiktív második világháborús hadifogolytábor áll.

## Cselekmény
|  | Alább a cselekmény részletei következnek! |

A II. világháborúban Thomas Hart, az Egyesült Államok hadseregének főhadnagya a németek fogságába esik az ardenneki csata folyamán. Fogolytáborba kerül, ahol szociális és fizikai sérelmektől szenvedő hadifoglyokkal találkozik.
Két fekete pilótát hoznak a fehérekkel teli táborba. Egyikük rövidesen gyilkosság áldozatává válik, a másikat pedig egy fehér őrmester meggyilkolásával vádolják meg. William McNamara ezredes a háború előtt joghallgató Hartot jelöli ki a megvádolt pilóta védőjének a hadbíróságon, ahol a német tisztek is együttműködnek. A tárgyalás azonban átverés, melynek célja a figyelemelterelés McNamara szökési tervéről. Mikor a menekülőben lévő katonák elpusztítanak egy közeli lőszerraktárat, az ezredes önként visszatér a táborba, hogy magára vállalja a büntetést. A táborért felelős német tiszt, Visser úgy dönt, nem mészárolja le az ártatlan rabokat.
Három hónappal később a németek megadják magukat a szövetségeseknek. A fogolytábort felszabadítják, s az összes rabot, köztük Hartot, hazaküldik.

## Szereplők
| Színész         | Szerep                       | Magyar hang    |
| --------------- | ---------------------------- | -------------- |
| Bruce Willis    | William McNamara ezredes     | Dörner György  |
| Colin Farrell   | Thomas W. Hart főhadnagy     | Betz István    |
| Terrence Howard | Lincoln A. Scott hadnagy     | Fesztbaum Béla |
| Cole Hauser     | Vic W. Bedford törzsőrmester |                |
| Marcel Iures    | Werner Visser ezredes        | Rosta Sándor   |
| Linus Roache    | Peter A. Ross százados       |                |

## Érdekességek
- Edward Nortonnal és Tobey Maguire-rel is tárgyalások folytak a Hart szerepére, de végül mindketten visszautasították.[2]
- A filmet Csehországban forgatták, a prágai Barrandov Studiosban.[3]